# Emma Graziani
Emma Graziani (Livorno, 16 agosto 2002) è una pallavolista italiana, centrale della Savino Del Bene.

## Palmarès

### Nazionale (competizioni minori)
- Campionato europeo under 16 2017
- Campionato europeo under 17 2018
- Campionato mondiale under 18 2019
- Campionato mondiale under 20 2021
- Campionato europeo under 21 2022[1]

### Premi individuali
- 2019 - Campionato mondiale under 18: Miglior centrale
- 2021 - Campionato mondiale under 20: Miglior centrale
- 2022 - Campionato europeo under 21: Miglior centrale[2]